# Juana Carrillo Luna
Juana Carrillo Luna política mexicana, actualmente miembro del partido Movimiento Regeneración Nacional (Morena). Fue diputada federal para el periodo de 2018 a 2021.
Presidenta municipal de Cuautitlán 2025 a 2027. 

## Reseña biográfica
Juana Carrillo Luna tiene estudios de técnico eléctrico industrial y es ingeniera Mecánica Electricista. Desde 1990 hasta 2015 laboró en diversas empresas de la iniciativa privada. 
De 2004 a 2006 fue subdirectora de Ecología en el ayuntamiento de Cuautitlán, Estado de México. Fue originariamente miembro del Partido de la Revolución Democrática (PRD), en donde laboró en la secretaría de Mujeres del comité ejecutivo nacional de 2009 a 2013. En 2015 renunció al PRD y se afilió a Morena, donde ese año se desempeñó como enlace del partido en el Distrito 37 del estado y luego fue miembro de la Comisión Coordinadora del X Encuentro Nacional Feminista.
En 2018 la coalición Juntos Haremos Historia la postuló como candidata a diputada federal por la vía plurinominal, siendo electa a la LXIV Legislatura que terminará su periodo en 2021. En la Cámara de Diputados es secretaria de la comisión de Comunicaciones y Transportes; e integrante de las comisiones de Energía; y de Medio Ambiente, Sustentabilidad, Cambio Climático y Recursos Naturales.
Candidata a la presidencia municipal de Cuautitlán México en 2021.
Presidenta municipal de Cuautitlán México de 2025 - 2027.
En 2022 colabora en la fundación del movimiento social Humanismo Mexiquense. 